# لوکاست‌دیل (پنسیلوانیا)
لوکاست‌دیل (به انگلیسی: Locustdale) یک منطقهٔ مسکونی در ایالات متحده آمریکا است که در شهرستان سچویلکیلل، پنسیلوانیا واقع شده‌است. لوکاست‌دیل ۰٫۲۲ کیلومتر مربع مساحت و ۱۷۷ نفر جمعیت دارد و ۳۱۷٫۰ متر بالاتر از سطح دریا واقع شده‌است.